# Prudencio de Pena
Prudencio de Pena Gómez (Montevideo, 21 febbraio 1913 – ...) è stato un cestista e allenatore di pallacanestro uruguaiano.

## Carriera
Da giocatore ha disputato le Olimpiadi del 1936, classificandosi al 6º posto. Ha vinto la medaglia d'oro al FIBA South American Championship 1940, riuscendo a bissare il successo, da allenatore, anche al FIBA South American Championship 1953.
Ha guidato l'Uruguay ai Mondiali del 1954.